# تنغل علي بيك (باقران)
تنغل علي بیك (بالإنجليزية: Tangal-e Ali Beyk)‏ هي مستوطنة تقع في إيران في قسم باقران الريفي. يقدر عدد سكانها بـ 28 نسمة .